# Cité d'urgence

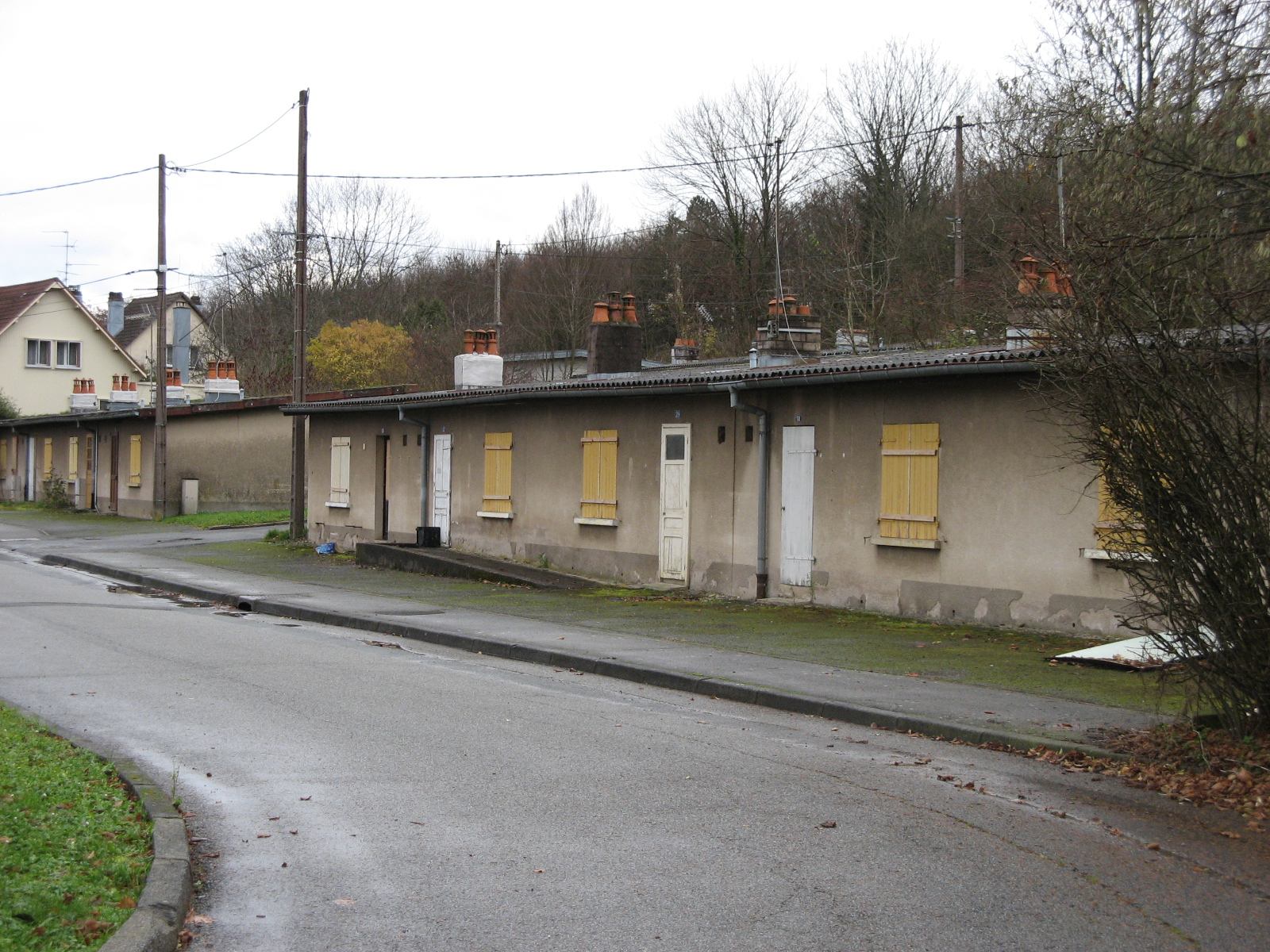
Cité d'urgence du quartier de la Chiffogne, Montbéliard.

En France, une cité d'urgence est un type de construction, réalisé comme son nom l'indique dans « l'urgence » face aux problèmes de mal-logement dans les années 1950. Ces cités d'urgence, censées rester une solution provisoire permettant d'héberger les mal-logés dans l'attente de la construction des grands ensembles de logements sociaux, ont pourtant duré bien plus longtemps que prévu, jusque dans les années 1970, voire au-delà.
De fait, ces constructions sommaires, en théorie vouées à une destruction rapide, ont offert un logement certes moins précaire que les camps de fortune, mais ont très mal résisté au temps. Cet habitat, bien vite insalubre, souvent constitué d'un gros œuvre sans dallage, de pièces aux murs blanchis à la chaux, confronté aux malfaçons et à l'humidité, hérite rapidement du surnom de « taudis neufs ».

## Contexte et création
Après la Seconde Guerre mondiale, 460 000 immeubles ont été détruits, notamment sur la côte Atlantique et près des centres ferroviaires, et 1 900 000 sont endommagés, soit en tout 18 % du capital immobilier français. Ce sont environ quatre millions de personnes qui sont touchées de près ou de loin, c'est-à-dire sinistrées. 
Dès 1940, l’État tente de reloger les personnes sans abris à la suite des bombardements ou des combats dans des habitations de fortune, qui pour certaines remontent à la Première Guerre mondiale. Cette dynamique se poursuit après la Libération et dans certaines villes, ce sont des installations laissées par les Occupants qui tiennent lieu de cité de relogement ; pour Angers, c'est le cas des baraquements du domaine de Pignerolle à Saint-Barthélemy-d'Anjou. Cette cité devient très rapidement un taudis insalubre et criminogène ; elle est finalement évacuée en 1961.
Malgré les efforts consacrés à la Reconstruction, au début des années 1950, la France traverse encore une grave crise du logement, aggravée par le baby-boom et la vétusté d'une grande partie du parc immobilier français. Cela conduit de nombreuses familles à s'entasser dans des garnis, dans divers logements surpeuplés et, ou insalubres, voire dans des constructions de fortune. Ce problème du logement se manifeste dans le mouvement des squatters autour du Mouvement populaire des familles, mais également dans le mouvement d'autoconstruction des Castors.
En 1953, L’État s'empare du problème du logement avec le Plan Courant, qui prévoit la construction de 240 000 logements par an pendant cinq ans et crée le 1% patronal. En attendant, le manque de logements se fait toujours sentir, notamment durant l'hiver 1953-1954 où les températures nocturnes peuvent atteindre les -15°. Le 3 janvier 1954, l'Assemblée nationale rejette un projet de mise en place de logements d'urgence, proposé par le biais d'un amendement déposé par Léo Hamon et prévoyant un financement d'1 milliard de francs à inscrire au budget 1954. Au même moment, sur un terrain mis à disposition des sans-logis par l'abbé Pierre à Neuilly-sur-Marne, un bébé meurt de froid dans l'autobus désaffecté où ses parents avaient trouvé refuge. Apostrophé par l'abbé Pierre dans les colonnes du Figaro, le ministre de la Reconstruction et du Logement, Maurice Lemaire, se rend à l'enterrement de l'enfant et promet un programme de 1 000 logements d'urgence pour la région parisienne. À la suite de l'appel de l'abbé Pierre le 1er février 1954 et au mouvement de l'opinion publique en faveur des mal-logés, ce sont finalement 12 000 logements économiques de première nécessité (LEPN) qui sont approuvés en février, dont la moitié pour la région parisienne. Les 10 milliards de francs nécessaires (243 millions d'euros de 2022) sont pris sur les crédits des chantiers d’expérience et du fond de construction lié au 1 % familial.

## Mise en place
Avant même l’officialisation du programme des cités d'urgence ou « LEPN », la société HLM Emmaüs est créée et achète fin janvier un terrain au Plessis-Trévise peu propice à la construction (situé dans la forêt, il est humide et en pente). Le 8 février 1954 les travaux commencent sur 48 LEPN, le chantier étant achevé le 17 avril 1954, en un temps record notamment grâce au travail des compagnons d'Emmaüs et aux différentes facilités d'emprunt obtenues par Emmaüs en pleine insurrection de la bonté. L'architecte Pierre Dufau qui construit la cité, sans prendre d'honoraires, impose des salles de bains, de larges baies vitrées, la séparation des chambres des enfants et des parents et un plan polyvalent permettant aussi de loger des célibataires. Ce plan-type sera repris à Ham (Somme). Surnommée « les Épis » en raison de la disposition des logements qui permettait de n'utiliser qu'un seul réseau de canalisations pour toute la cité (les maisons étant disposées autour d'une canalisation centrale), cette cité est en quelque sorte un prototype unique, puisque précédant les premières cités « officielles ».
En effet le Ministère de la Reconstruction et du Logement lance en mars 1954 un concours permettant d’arrêter divers modèles de cités d'urgence, avec des normes contraignantes : pour un F2, unité de base de la cité, le logement ne doit pas dépasser 38 m2 cellier compris, avec une chambre et un séjour-cuisine, un évier, un lavabo, un WC turc, une douche pour faire la lessive et une prise dans chaque pièce. La construction va s'orienter vers un habitat individuel en barre, de plain-pied, avec un jardin attenant, même si quelques réalisations sous forme de collectif auront lieu en province (à Dijon notamment). Devant originellement compter entre 50 et 100 logements, les réalisations s'orientent souvent vers des tailles plus modestes (de 20 à 50 logements) pour des raisons de pénurie foncière.
Le programme arrêté par le MRL à la mi-mars prévoit l'implantation de cités dans 76 départements de métropole, souvent à raison d'une ou deux cités par département, sauf dans les départements côtiers très affectés par les destructions de la guerre et les départements comptant des grandes villes en forte croissance démographique. Initialement les travaux devaient être terminés en décembre 1954, mais dans les faits la majorité des chantiers s'étalera jusqu'à l'automne 1955, voire 1956 pour certaines cités de la région parisienne.

## Exemples de réalisations
À Rennes, la cité d'urgence de Cleunay (93 logements) compte parmi les premières construites en France. Le terrain est nivelé dès le 24 février par les bulldozers du 6e génie d'Angers, puis sont construites les maisonnettes, avec une entrée aménagée en cellier, un séjour, une chambre et un WC. Elles sont équipées d'un évier, d'un WC à la turque, d'une douche à l'eau froide — il est possible d'obtenir l'eau chaude en raccordant le logement — et d'un branchement électrique. Cette cité est détruite en 1981-1982 dans le cadre de travaux de réhabilitation. 

## Disparition

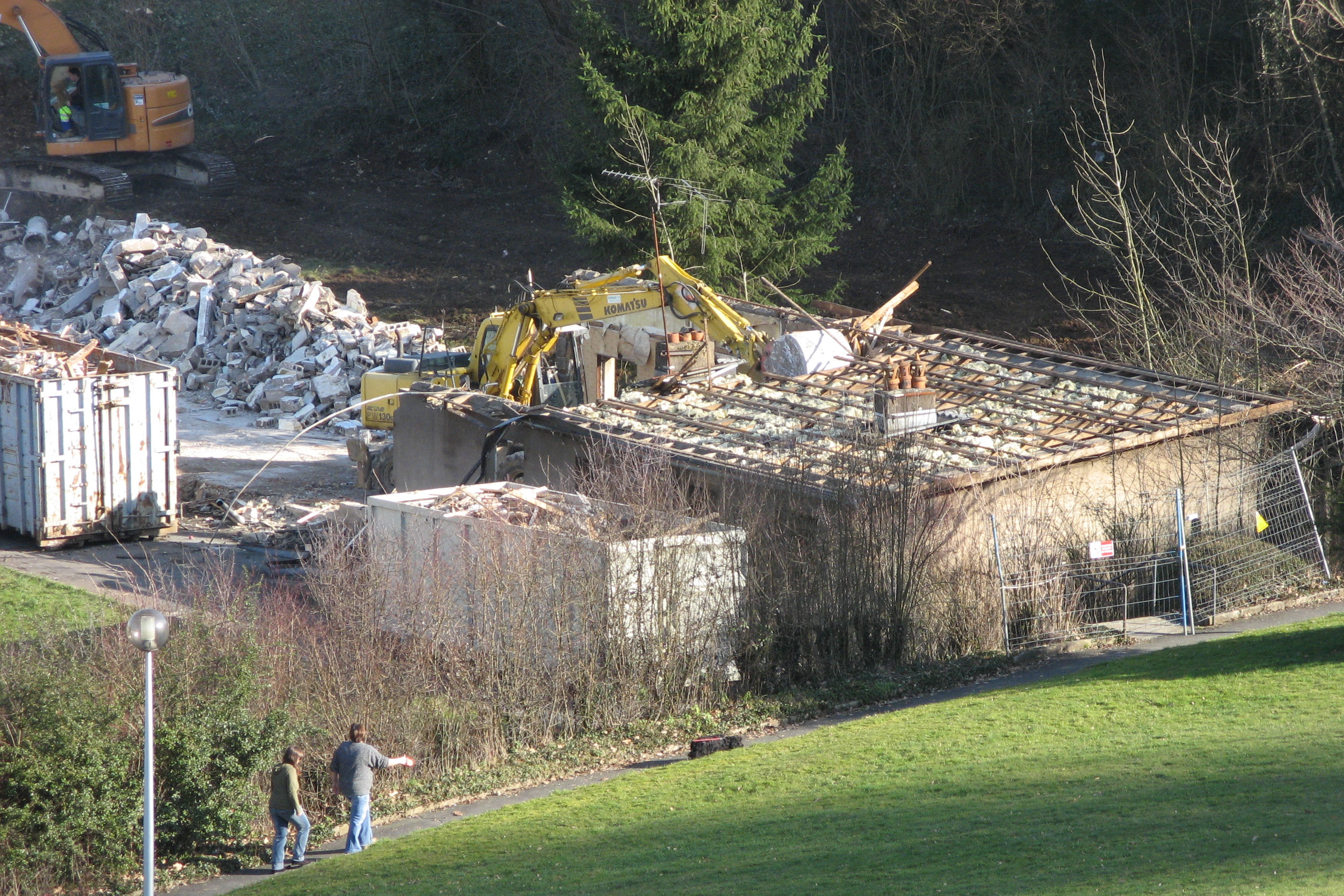
Destruction de la cité d'urgence de Montbéliard en 2007.

La résorption des cités d'urgence a été très longue. En 2015, on en démolissait encore dans le quartier d'Herbet, à Clermont-Ferrand.
Si aujourd'hui beaucoup des cités d'urgence ont disparu, il en reste la mémoire. Plusieurs baraques existent sur le territoire, comme à Plœmeur, à Lorient, à Gonfreville-l'Orcher, à Vire[réf. nécessaire], pour témoigner des conditions de vie dans ces cités d'urgence.
Dieppe compte une cité d'urgence construite en 1954 et rasée en 1994 ; l'entreprise Saint-Martin se charge de la construction des maisons de briques couvertes de zinc, équipées d'un bac à lessive servant pour la douche, raccordées au gaz de ville et au tout-à-l'égout. En face de la cité provisoire se trouve la « cité Michel », un ensemble de demi-lunes laissées par des militaires (hangars Nissen) qui abrite deux cents personnes, soit une trentaine de familles, jusqu'en 1968.
Dans les Yvelines, il y avait plusieurs cités d'urgence : Les Grandes-Vignes à Mantes-la-Jolie, les Vaux-Monneuses à Mantes-la-Ville, Bècheville aux Mureaux, toutes rasées à la fin des années 1990. La dernière, à Meulan, est rasée en 2003.
À Melun (Seine-et-Marne), la cité d'urgence construite en 1954 détruite progressivement à la fin des années 1970 comptait 125 habitations.
À Saint-Quentin, la cité d'urgence de la Chaussée romaine est construite en 1956 et rasée en 2010 ; ses habitants se chauffaient au bois.
À Orléans, la cité d'urgence du Sanitas, faubourg Madeleine, partiellement squattée et devenue un no man's land, a été détruite en partie en 2012 ; dix personnes y vivaient encore. Deux baraques ont subsisté, habitées.
À Bourg-en-Bresse, la cité d'urgence avait été construite en 1955 rue Descartes, dans le quartier des Vennes. Elle comptait dix logements et n'a été rasée qu'en 2017. Les derniers locataires l'avaient quitté en 2012.
À Flers, la cité d'urgence du quartier du Clos Morel, construite en 1954 et réhabilitée en 1996, a été démolie en 2013 après le départ du dernier habitant.
À Saint-Malo, la cité de l'Espérance comptait trente logements construits de 1955 à 1960 ; elle est rasée en 2015-16 dans le cadre de l'ANRU et remplacée par 22 maisons.
Dijon se débarrasse aussi de ses cités d'urgence ; la dernière, la cité Stalingrad (136 logements), est rasée en 2015[réf. nécessaire].
À Angers (Maine-et-Loire) en 2022, quatre anciennes cités de l'urgence construites dans les années 1970 sont l'objet d'un concours collaboratif dans le but de les réhabiliter selon des critères sociaux et environnementaux.

## Postérité et inspiration
L'hiver 1954 provoque la création de la société d'HLM Emmaüs, qui construira certaines cités d'urgence (comme celle de Chaville ou d'Aulnay-sous-Bois) dans le cadre du programme du gouvernement, mais se lance aussi rapidement dans la construction de cités de logements collectifs. Certaines sont des manifestes de l'architecture nouvelle. À Bobigny, la cité de l'Étoile, construite par Georges Candilis, élève du Corbusier, avec ses grandes coursives et ses balcons, est considérée comme un modèle. Dégradée au fil des années, elle doit être détruite en 2010 mais y échappe après avoir été labellisée « Patrimoine du XXe siècle ». Pendant ce temps, les habitants attendent des travaux nécessaires, qui sont finalement décidés en 2016 : sur 763 logements, 223 vont être démolis, 204 restaurés et 332 libérés pour être réhabilités et restructurés en 277 logements.  